# Молекулярна гастрономия
Молекулярната гастрономия е дисциплина в гастрономията, която се стреми да проучи физичните и химичните трансформации на съставки, които се случват в готвенето.
В изучаването на тази дисциплина се включват три основни аспекта – социален, художествено-артистичен и технически. Това е модерен стил на готвене, който се възползва от много технически иновации от научните дисциплини.

## Произход на термина
Терминът молекулярна гастрономия произлиза от термина молекулярна и физична гастрономия, който е въведен през 1988 г. от унгарския физик Николас Курти (Nicholas Kurti), и в резултат от съвместната му работа с френския физикохимик Ерве Тис (Hervé This), терминът е съкратен на „молекулярна гастрономия“.

## История и еволюция
През последните две десетилетия професионалното готвене еволюира в устойчива, постоянно развиваща се форма на изкуство. Това до голяма степен е резултат от усилващата се тенденция да се експериментира в кухнята. Артистични и креативни майстор-готвачи дават свобода на въображението си и прилагат в кухните си нови методи, характерни повече за една научна лаборатория, отколкото за кухнята на изискан ресторант. Изумителните чудеса, които майстор-готвачите успяват да сътворят, смайват, омагьосват, впечатляват. Коктейл в ледена сфера, хайвер от зехтин, прозрачни талятели – впечатляващо, нали? Но каква е тайната?
В основата на това модерно и артистично развитие на кулинарното изкуство стои готвенето, базирано на научните достижения от областта на молекулярната биология, физиката и химията.
През 1992 г. се провеждат практически семинари в Ериче, които първоначално са наречени „Наука и гастрономия“. На тях опит и знания обменят учени и професионални готвачи. Те дискутират ролята на науката в модерните кулинарни техники и науката зад традиционните методи на готвене. В крайна сметка, новата дисциплина, създадена от Курти и Тис приема името „Молекулярна гастрономия“ и започва динамичното си развитие и популяризиране.
Същата година (1992) английската преподавателка по кулинария Елизабет Томас, вдъхновена от семинара, предлага да се създаде практически курс по приложна физика и химия на храната. Курсът е насочен към професионални готвачи, които искат да научат повече за трансформиращите процеси, през които храната преминава, докато стане готова за консумация.
С течение на времето молекулярната гастрономия се развива и се обособява като наука за храните, която се стреми да проучи физичните и химичните трансформации на съставки в процеса на готвенето. В изучаването ѝ като академична дисциплина се включват три основни компонента: социалната роля на храната, творческото оформление на храната и различните техники и методи за нейната трансформация на молекулярно ниво. Молекулярната гастрономия се е наложила като авангарден и доста модерен стил на готвене, който се възползва от различни технически иновации, създадени в точните науки.
Много от съвременните майстор-готвачи обаче не приемат термина молекулярна гастрономия. Те предпочитат други термини като „модерна кухня“, „експериментална кухня“ или „авангардна кулинария“. Един от пионерите в молекулярната гастрономия – Хестън Блументал, казва, че терминът молекулярна гастрономия звучи елитарно и недостъпно, все едно ви трябва диплома по ядрена физика, за да го прилагате.
Това не променя факта, че възможностите на молекулярната гастрономия са безкрайни. Именно Хестън Блументал популяризира способността на мазнините да задържат вкуса. Той създава ястие, което има три вкуса – босилек, маслини и лук – и всеки вкус се възприема отделно и в отчетлива последователност.

## Звезди от световна класа
Молекулярната гастрономия набира все по-голяма известност. Освен с името на Хестън Блументал популяризирането на молекулярната гастрономия често се свързва и с каталунския кулинарен артист – Феран Адриа (Ferran Adrià i Acosta). Въпреки че самият Адриа определя изкуството си като деконструктивизъм, той използва много от техниките и методите на молекулярната гастрономия, като декомпозира дадено ястие на съставните му части. Основната му цел е да предоставя неочаквани контрасти на вкус, температура и текстура. Всяка хапка е провокация към сетивата. Както Адриа обича да казва, „идеалният клиент не идва в elBulli, за да яде, а за да изпита едно неповторимо преживяване.“.
Друг артист в кулинарното изкуство, който разкъсва традиционните кулинарния разбирания благодарение на молекулярната гастрономия, е Пиер Ганиер. Той е един от новаторите, които комбинират противоположни вкусове и продукти от различни краища на света, като ги обработва по иновативни начини – течен азот, ниска топлинна обработка, дехидратация и сферификация. Новаторският му подход скоро му носи слава, като още в първия ресторант, в който е главен готвач, печели 3 Michelin звезди. Сега е собственик и главен готвач в Pierre Gagnaire restaurant в Париж.
Освен на брилянтните практици молекулярната гастрономия дължи бурното си развитие и на учени и теоретици като Харолд Макгий (Harold McGee). Неговото поле на експертност е химията. Но това му служи за основа, върху която да създаде най-значимия си труд „За храната и готвенето: Науката и митовете от кухнята“ (On Food and Cooking: The Science and Lore of the Kitchen). Около тази негова книга се развива дисциплината Science-based cooking или готвене, базирано на науката.
Откритията и теориите на Харолд Макгий вдъхновяват и един от най-известните кулинарни артисти в САЩ да се отдаде изцяло на молекулярната гастрономия – Грант Ашац Grant Achatz. Той е спечелил почти всички възможни кулинарни награди, сред които: „Best New Chefs, Food & Wine Magazine, 2002“; „Best Restaurant in America, Gourmet Magazine, 2006“ и „40 Top Chicago Restaurants Ever, Chicago Magazine, 2010“. Той е собственик на Alinea restaurant, който печели награда за най-добър ресторант на 2014 г. в класацията на Elite Traveler magazine.
Макар и с известно закъснение молекулярната гастрономия навлиза и в България. През последните няколко години в България се ежегодно се провежда кулинарният форум „Концепции“. През 2011 година участие вземат 18 майстор-готвачи, като половината от тях са българи. Един от участниците – Валери Нешов се прочу колкото с професионалните си отличия, толкова и с увлечението си „молекулярни“ техники. Друг известен български готвач, който умело флиртува с молекулярната гастрономия, е Борис Петров. След близо 10 години работа в Испания, сега прилага наученото, за да удивлява гостите на столичния ресторант TeQuiero.
Нарастващата популярност на молекулярната гастрономия и интересът към разнообразните техники, които тя прилага, не са останали незабелязани и все повече кулинарни институти включват в програмата си курс по молекулярна гастрономия. Наред с кулинарните институти на Швейцария, Англия и Франция, вече молекулярна гастрономия може да се изучава и в България. Институтът за Кулинарни Изкуства към ВУМК предлага модерна база, където младите готвачи могат бързо да усвоят тънкостите на кулинарното изкуство.